# Ribeira do Guilherme

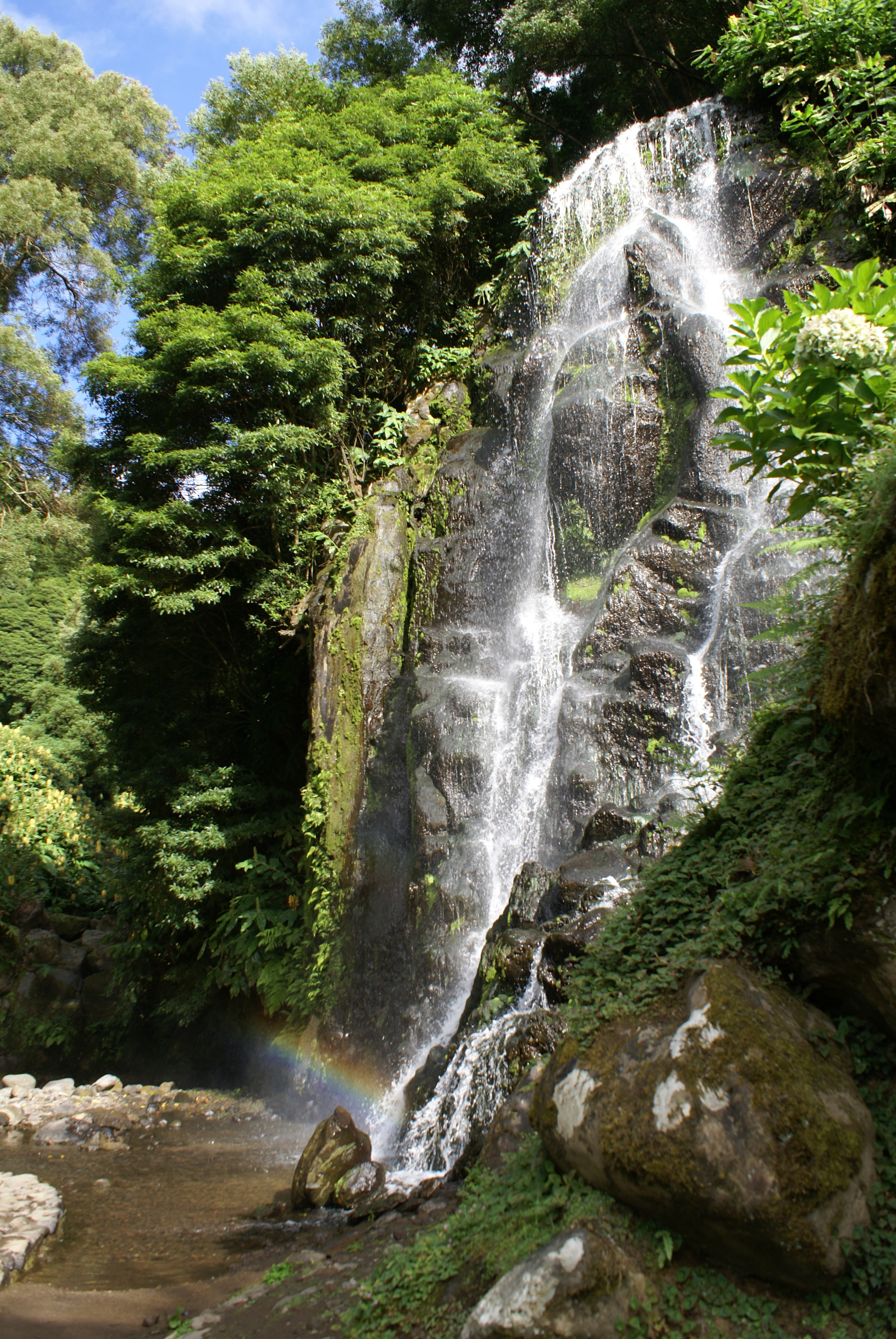
Jardim Botânico da Ribeira do Guilherme, cascata.

A Ribeira do Guilherme é um curso de água português localizado no concelho do Nordeste, ilha de São Miguel, arquipélago dos Açores.
Este curso de água tem origem a cerca de 900 metros de altitude, na Serra da Tronqueira.
A sua bacia hidrográfica bastante extensa recebe as águas de escorrência de vários afluentes que também nascem na encosta da Serra da Tronqueira, particularmente no Pico Verde, além de alguns que nascem nos contrafortes do Pico da Vara.
Recebe também um afluente da elevação da Malhada e dá forma ao Jardim Botânico da Ribeira do Guilherme.
O seu curso de água que desagua no Oceano Atlântico, fá-lo na costa próximo da localidade da Lomba da Fazenda.
Ao longo do seu percurso existem duas mini barragens com o objectivo de contenção de água para uso humano.